# Film und Foto
La mostra Film und Foto, abbreviata con il termine Fifo, fu uno dei più importanti eventi nel settore foto-cinematografico nel primo trentennio del Novecento. Venne organizzata dal Deutscher Werkbund e inaugurata a Stoccarda nel 1929. La mostra, in forma ridotta, fu poi esportata in altre città della Germania e all'estero: Zurigo, Berlino, Danzica, Vienna, Zagabria, Monaco di Baviera, Basilea, Tokyo, Osaka nel periodo 1929-1931. Ideato principalmente da un dipendente del Werkbund, Gustaf Stotz, in collaborazione con László Moholy-Nagy del Bauhaus e altri, ebbe lo scopo di riunire numerosi fotografi e registi internazionali che si stavano muovendo verso nuove direzioni artistiche. La mostra viene considerata un evento epocale nella storia della fotografia e dei media, per ciò che riguarda la riproduzione del reale e la stessa percezione.

Con la fine del pittorialismo, si andò concretizzando una nuova concezione in cui la fotografia assumeva il valore di uno strumento fedele per la riproduzione del mondo. Questa nuova corrente artistica, che ebbe i suoi precursori in America con Paul Strand e Walker Evans nel 1916, sorse in Germania dopo la prima guerra mondiale col nome di Nuova Oggettività, fu la reazione al simbolismo espressionista e fantastico del pittorialismo. I precursori in Europa furono Karl Blossfeldt, August Sander, Albert Renger-Patzsch. Si andarono consolidando, pertanto, i concetti sia della Nuova Oggettività e, ancor più in via sperimentale, della Neues Sehen, che dettero vita, di fatto, ad un vero e proprio stile. Non solo, ma oltre all'idea della fotografia come espressione d'arte e di rifiuto di commistione con la pittura, si ufficializzò anche come mezzo di comunicazione in tutte le sue forme.
La mostra si pose come obiettivo quello di presentare il cinema e la fotografia come i due nuovi media in grado di captare e restituire il mondo attraverso una "nuova visione", quale conseguenza rivoluzionaria delle nuove prospettive ottiche. Fotografi e registi avrebbero dovuto mostrare immagini tratte dai settori sociali più disparati: dalla pubblicità alla scienza, dall’editoria al fotogiornalismo. Una delle tesi più inedite e audaci proposte da FiFO fu l’allontanamento della cosiddetta "fotografia artistica", in voga fino a pochi anni prima, adottando un modello nuovo del concetto di visione del mondo, orientato tra fotografia e arti plastiche. Ad esempio, nella mostra lo troverà nelle sale tra i fotomontaggi e la stampa tratta da fotogrammi di film, manifesti e illustrazioni. Oltretutto, FiFO orientò la propria estetica, anche sul piano cinematografico verso scelte sperimentali e d’avanguardia.

## Antefatti della mostra

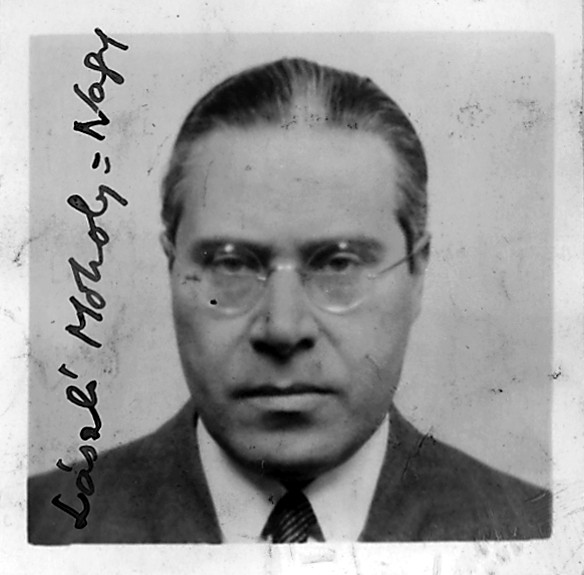
Laszlo Moholy-Nagy, 1938, autore ignoto

Con la Repubblica di Weimar venne dato ampio spazio ad ogni tipo di innovazioni tecnologiche e del linguaggio artistico sia nel campo del cinema e della fotografia che nelle varie discipline dell'arte, ma anche nella riproduzione, ad esempio nella radio, così come nell'architettura e nella progettazione urbanistica. In Germania si erano già tenute alcune importanti mostre come la prima "Esposizione fotografica internazionale" a Dresda nel 1909, l'"Esposizione fotografica tedesca" nel 1926 a Francoforte sul Meno. Forte impulso venne anche dall'opera multidisciplinare del Bauhaus, il quale nel 1925 aveva pubblicato il testo fondamentale Malerei Photographie Film ("Pittura Fotografia Film" - edizione rivista ed ampliata nel 1927) di László Moholy-Nagy. In quegli stessi anni Walter Benjamin scrisse saggi come Neues von Blumen (Novità sui fiori, 1928), cui seguirà Kleine Geschichte der Photographie (Piccola storia della fotografia, 1931), in cui sottolineò in due esempi, la capacità della fotografia di rivelare, sia per merito dell’ingrandimento che della possibilità di "diminuire" la velocità nei film (in tedesco "Zeitlupe", letteralmente "lente di ingrandimento del tempo"), "nuovi mondi di immagini" e un "inconscio ottico" del tutto ignoto allo sguardo.
Nonostante la presenza di due fotografi soltanto tra i suoi componenti, Hugo Erfurth e Albert Renger-Patzsch, il Deutscher Werkbund era intenzionato a dare spazio alle novità in questo settore. Gustav Stotz, incaricato dal Werkbund, si mise al lavoro ed insieme a Moholy-Nagy, misero insieme una squadra per realizzare il progetto. I contributi americani furono curati dai fotografi Edward Steichen e Edward Weston, El Lissitzky si occupò dell'URSS, la supervisione olandese venne affidata al grafico e artista Piet Zwart, mentre ai materiali francesi pensarono il critico Christian Zervos e l'artista Man Ray, la Svizzera fu affidata agli storici e critici Friedrich T. Gubler e Siegfried Giedeon. Per quanto attenne alla rassegna cinematografica fu pensata e realizzata dal cineasta, pittore e scrittore tedesco Hans Richter.

## I partecipanti
La mostra di Stoccarda, ospitata presso lo Städtische Ausstellungshallen, fu la più importante e la più esaustiva rispetto a quelle che poi furono esportate in altre sedi. Rimangono però molti punti oscuri sulle opere esposte, sull'esposizione, sugli aspetti generali della mostra anche a fronte delle poche informazioni giunte sino a noi, nonostante tentativi di ricostruzione tramite recensioni, articoli comparsi sui giornali e alcune immagini sopravvissute.
La mostra intese esplorare il sistema della fotografia nel suo complesso, evitando ogni tipo particolare di gerarchia sia nell'uso stesso del mezzo che in qualsiasi altro scopo essa poteva essere coinvolta. Essa considerò le fotografie come cellule fondamentali della comunicazione della società ancor prima che esse diventassero qualcosa che avesse a che fare con l'arte, la scienza o con il "mestiere". La mostra si snodò attraverso un percorso espositivo di 13 sale in successione lineare secondo una pianta a doppia "elle".

Sulla base delle poche informazioni di cui disponiamo, dei documenti, delle recensioni giornalistiche, dei disegni e delle foto sopravvissute, conosciamo la disposizione delle prime sei sale mentre delle altre abbiamo soltanto delle informazioni lacunose:
- Sala Uno, affidata a László Moholy-Nagy, esibì una scelta dalla collezione storica raccolta dal collezionista Erich Stenger sotto il titolo "Dove sta andando lo sviluppo fotografico?"[8], dove alcuni aspetti visivi fecero discutere, scatenando un certo dibattito con il coinvolgimentodi soprattutto di storici dell’arte nei problemi di estetica dell'arte, trovandosi di fronte all'immagine di uno scheletro umano a grandezza naturale[9]
- Sala Due, interamente dedicata ai coniugi Cami e Sasha Stone, il cui Atelier berlinese era ritenuto molto importante, le cui immagini erano affisse direttamente sui muri in dimensioni variabili, dove era percepibile lo sviluppo del modernismo fotografico ad alto livello[10]
- Sala Tre, dedicata interamente al fotomontaggio, comprese le vetrine con i libri che illustravano tale tecnica o dove essa era stata utilizzata
- Sala Quattro, El Lissitzky espose film sovietici e fotografie; la sala conteneva anche le macchine progettate dal regista Sergei Eisenstein per proiettare le pellicole. L'allestimento di questa sala fu abbastanza particolare perché, oltre alle foto, ai manifesti e alla proiezione dei film, furono messi a disposizione del visitatore dei visori per vedere degli spezzoni dei film e alle pareti erano state affisse delle immagini tratte dai film[3]
- Sala Cinque, espose 97 opere di László Moholy-Nagy, quale omaggio al principale ispiratore della mostra con immagini dall'inizio della sua carriera artistica fino a poco prima della stessa inaugurazione della mostra stessa
- Sala Sei, dedicata alla sezione americana, curata da Edward Weston che, oltre ad esporre una ventina di sue opere tra le quali risaltò il ritratto dell'amico Manuel Hernández Galván, scelse i fotografi che ritenne più rappresentativi nel settore della fotografia diretta (straight photography)
- Sala Tredici, dove trovò spazio il connubio tra la fotografia e la pubblicità.

La sezione francese risultò molto eterogenea e che Eugène Atget espose cinque immagini, che Man Ray, oltre a riconoscere ad Atget il merito di aver aperto la strada della fotografia al surrealismo, espose i suoi rayogrammi. La sezione dedicata alla Svizzera fu abbastanza piccola e raccolse solo materiale grafico così come anche quello olandese, che invece ebbe dimensioni ben più ampie e raffinate con le opere del curatore Piet Zwart e dell'artista grafico Paul Schuitema. Infine la rassegna cinematografica fu affidata alla cura di Hans Richter: tra i film proiettati: Il Ponte, documentario del 1928 di Joris Ivens, alcune grandi produzioni tedesche come Il gabinetto del dottor Caligari di Robert Wiene e I misteri di un'anima di Georg Wilhelm Pabst, film surrealisti quali L'étoile de mer di Man Ray e Jacques-André Boiffard, film sperimentali d'avanguardia come Anémic Cinéma di Marcel Duchamp o "Diagonal Symphony" di Viking Eggeling, produzioni rivoluzionarie del cinema sovietico contemporaneo come Ottobre di Sergei Eisenstein o Tempeste sull'Asia di Vsevolod Pudovkin. Il manifesto della mostra fu disegnato da Jan Tschichold e la foto scelta fu quella di Willi Ruge.
Non conosciamo con esattezza tutti i nomi dei fotografi e dei registi che vi presero parte, questa pertanto è una selezione di coloro che con certezza comparvero all'evento:
- Berenice Abbott
- Max Alpert
- Eugène Atget
- Herbert Bayer
- Irene Bayer-Hecht
- Henri Berssenbrugge
- Aenne Biermann
- Karl Blossfeldt
- Jacques-André Boiffard
- Marianne Breslauer
- Anton Bruehl
- Francis Bruguière
- Max Burchartz
- Walter Cyliax
- Erich Comeriner
- Marcel Duchamp
- Sergei Eisenstein
- Viking Eggeling
- Hans Finsler
- Semyon Fridlyand
- John Heartfield
- Florence Henri
- George Hoyningen-Huene
- Joris Ivens
- Jan Kamman
- Roman Karmen
- Ernst Keller
- André Kertész
- Gerrit Kiljan
- Gustav Klucis
- Annelise Kretschmer
- Germaine Krull
- Helmar Lerski
- El Lissitzky
- Heinz Loew
- Eli Lotar
- Man Ray
- Lucia Moholy
- László Moholy-Nagy
- Oskar Nerlinger
- Georg Wilhelm Pabst
- Walter Peterhans
- Robert Petschow
- Vsevolod Pudovkin
- Albert Renger-Patzsch
- Hans Richter
- Aleksandr Rodchenko
- Werner Rohde
- Willi Ruge
- Arkadi Schaichet
- Esfir Schub
- Paul Schuitema
- Charles Sheeler
- Edward Steichen
- Cami Stone
- Sasha Stone
- Maurice Tabard
- Otto Umbehr (Umbo)
- Dziga Vertov
- Walter Wäch
- Edward Weston
- Robert Wiene
- Yva
- Willy Otto Zielke
- Piet Zwart

## Saggi correlati
Sulla base della mostra sono stati scritti successivamente alcuni saggi e riflessioni sulla storia della fotografia e sugli avvenimenti di quel periodo storico che possono essere letti online presso il Museum of Modern Art, in lingua inglese, in versione integrale, a suo tempo edito nel 2014, assieme ad altri, nel volume Object Photo, Modern Photographs: The Thomas Walther Collection 1909–1949:
- Ute Eskildsen, Willi Ruge and Fotoaktuell: Adventures for the Press[14]
- Inka Graeve Ingelmann, Mechanics and Expression: Franz Roh and the New Vision—A Historical Sketch[15]
- Olivier Lugon, Prints from the Thomas Walther Collection and German Exhibitions around 1930[16]
- Pepper Stetler, Franz Roh and the Art History of Photography[17]
- Beth Gates Warren, Edward Weston and His German Connections[18]
- Andrés Mario Zervigón, César Domela-Nieuwenhuis and the Art of Photomontage[19]
- Christina Lodder, Revolutionary Photography[20]
- Quentin Bajac, The Age of Distraction: Photography and Film[21]
- Péter Baki, Hungary Between the Wars: A Photographic Portrait[22]
- Jodi Hauptman, Stephanie O'Rourke, A Surrealist Fact[23]
- Klaus Pollmeier, El Lissitzky’s Multilayer Photographs: A Technical Analysis[24]